# Balgengerät

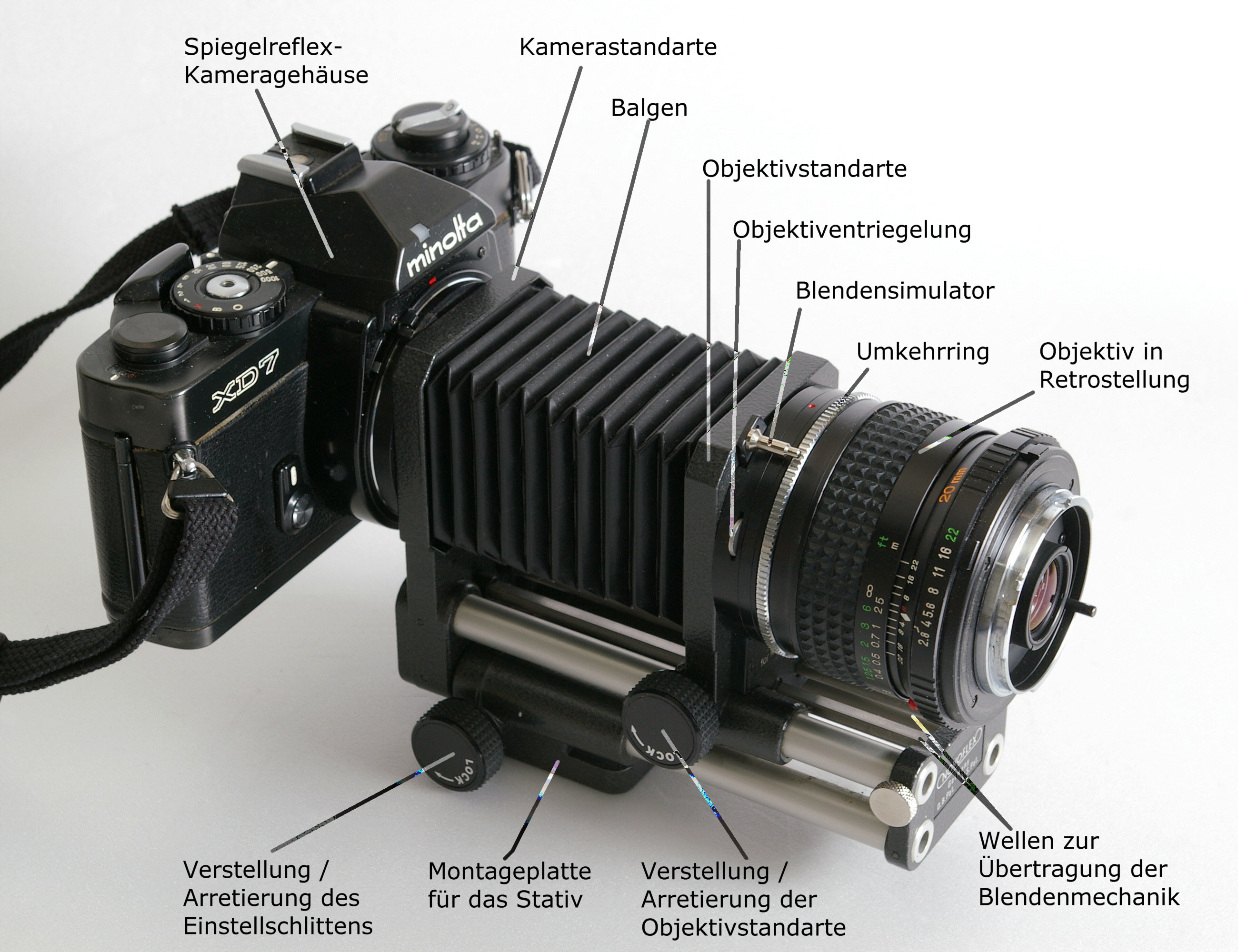
Kamera und Objektiv mit Umkehrring an einem Balgengerät

Ein Balgengerät ermöglicht in der Fotografie eine in der Länge verschiebbare Verbindung zwischen Objektiv und Kamera. Die Befestigung des Objektivanschlusses und des Kameraanschlusses wird auf einer Schiene bewegt. Ein Balgen verbindet das Objektiv und die Kamera lichtdicht. In Verbindung mit einem Diakopiervorsatz lassen sich Dias vervielfältigen oder, bei Verwendung einer Digitalkamera, digitalisieren.
Mit einigen Balgengeräten kann außerdem (ähnlich wie mit einem Tilt-und-Shift-Objektiv) die Bildebene relativ zur Linse gekippt werden, um eine größere Schärfentiefe zu erhalten (vgl. Scheimpflugsche Regel).
Das Balgengerät findet in der Makrofotografie Verwendung. Es ermöglicht, die Bildweite erheblich zu vergrößern, wodurch die Gegenstandsweite verkleinert und der Abbildungsmaßstab vergrößert werden kann. Für den Einsatz am Balgengerät sind speziell für Nah- und Makroaufnahmen gerechnete Objektive mit relativ geringer Anfangsöffnung verfügbar. An einem Balgengerät lassen sich auch Objektive von Vergrößerungsapparaten sehr gut einsetzen, da diese für den Nahbereich mit Gegenstandsweiten um 30 bis 40 cm optimiert sind.
Lichtstarke Normalobjektive und insbesondere Weitwinkelobjektive erreichen oftmals eine wesentlich bessere Bildqualität, wenn sie in Umkehrposition mittels Umkehrringen am Filtergewinde befestigt werden (Retrostellung).
Manche Balgengeräte erlauben mit Übertragungswellen oder Doppeldrahtauslösern die Nutzung einiger Automatik-Funktionen zwischen Kamera und Objektiv, zum Beispiel das Schließen der Blende vor dem Verschlussablauf, und teils auch die Übertragung des eingestellten Objektiv-Blendenwertes an das Kameragehäuse, so dass auch mit dem Balgen die Offenblendenmessung möglich ist. Bei mechanischer Übertragung funktioniert dies jedoch nur in der „Normalposition“, also mit nicht reversiertem Objektiv. Aufgrund des Spiels der Übertragungselemente sinkt auch die Genauigkeit der mechanischen Übertragung. Kamerasysteme, die sämtliche Objektivfunktionen elektrisch übertragen, ermöglichen bei entsprechend ausgestatteten Balgengeräten verlustfreie Übertragungsfunktionen, teilweise auch in Retrostellung.

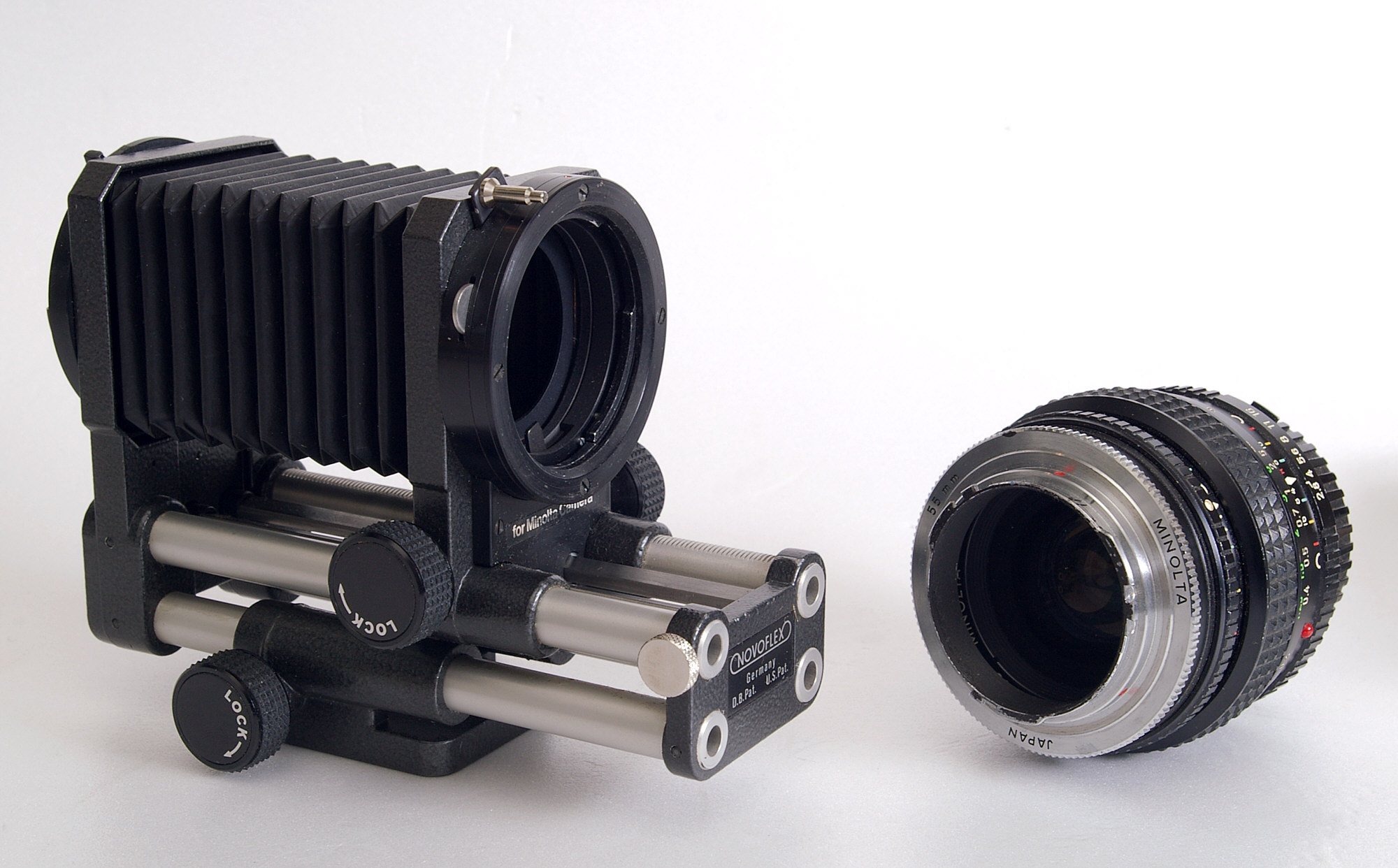
Balgengerät und Objektiv mit montiertem Retroadapter, hier für Minolta MD
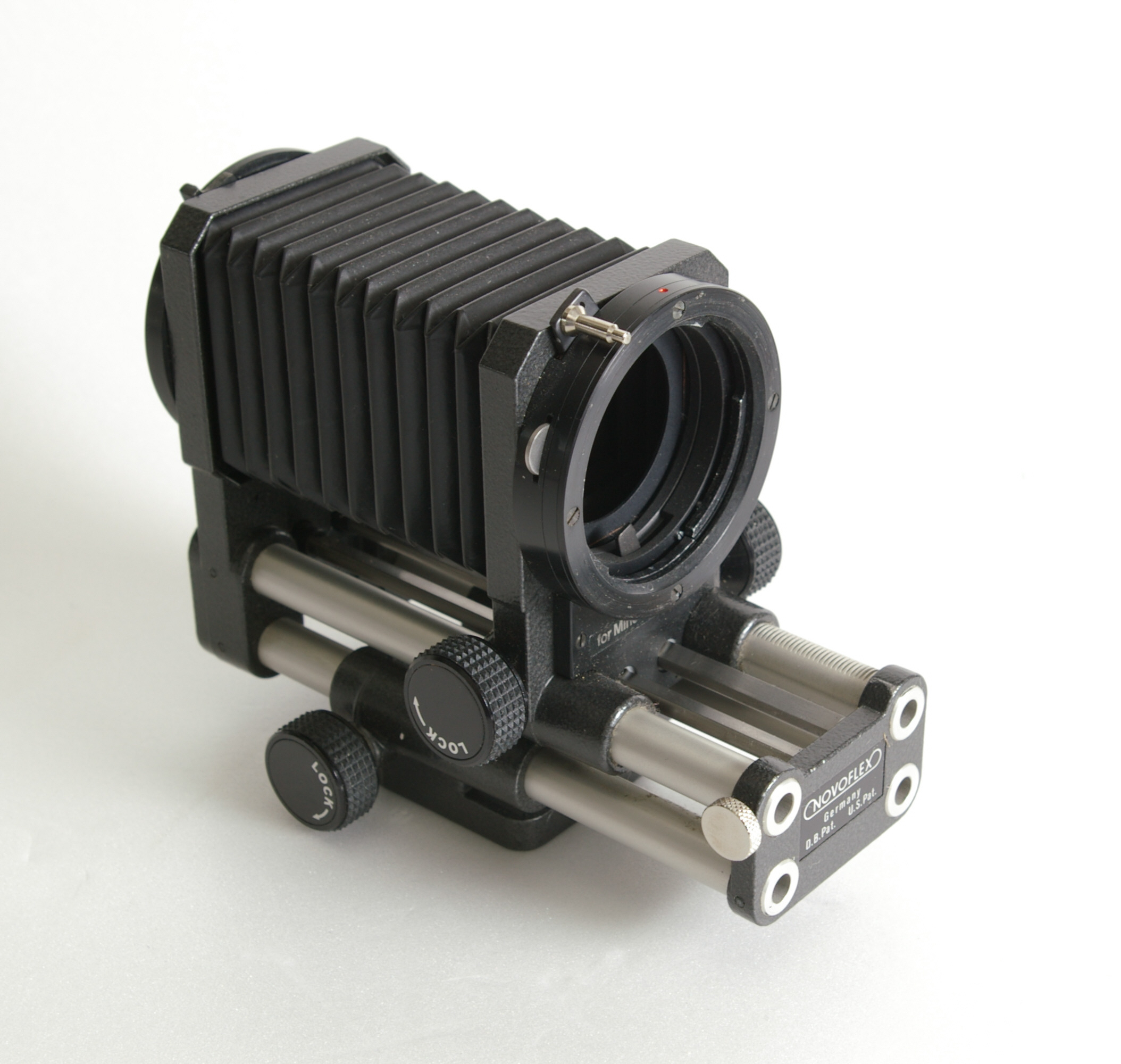
Automatik-Balgengerät mit mechanischer Blendenübertragung
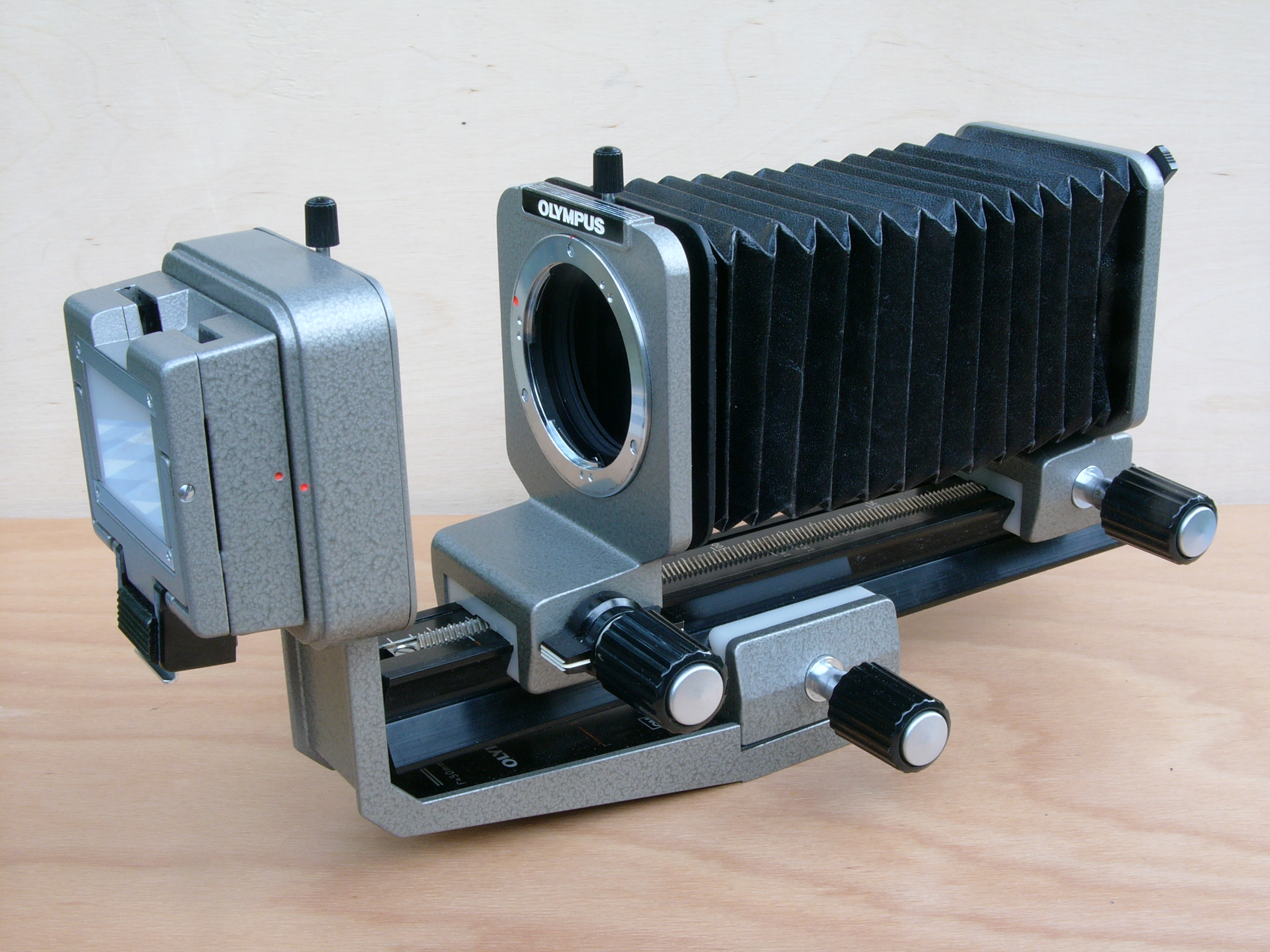
Balgen mit Diakopiervorsatz